# María Rita Plancarte Martínez
María Rita Plancarte Martínez (Nogales,Sonora; 12 de junio de 1961) es una literata mexicana, primera mujer rectora en la historia de la Universidad de Sonora, la institución de educación superior que cuenta con la mayor población estudiantil en el estado. Sus investigaciones se centran en el análisis de la novela mexicana, escrituras feministas e historia de literatura en la región.

## Trayectoria profesional y académica
Es licenciada en Literaturas Hispánicas por la Universidad de Sonora (1987), maestra en Letras Mexicanas por la Universidad Nacional Autónoma de México (2000) y doctora en Literatura por la Universidad Estatal de Arizona (2004).  Sus investigaciones de posgrado versan sobre la memoria y la historia: para la maestría fue Identidad y memoria: hacia una lectura de los recuerdos del porvenir de Elena Garro  y para el doctorado Historiografía literaria e itinerario de la novela en México: el arribo a babel de los años sesenta.
En su trayectoria académica ha realizado estancias de investigación en distintas universidades de México, Estados Unidos, España y Francia; ha sido directora de 30 tesis de licenciatura, maestría y doctorado, al tiempo que ha impartido clases en la licenciatura y maestría en Literatura y en la maestría y doctorado en Humanidades de la Universidad de Sonora; además que es miembro de la Asociación de Lenguas Modernas de la  Asociación Internacional de Hispanistas y del Instituto Internacional de Literatura Iberoamericana.
Pertenece a la categoría 1 del Sistema Nacional de Investigadores (SNI) en el área de Humanidades y Ciencias de la Conducta en la disciplina de Artes y Letras en la especialidad de Literatura.
Al interior de la Universidad de Sonora fue vicerrectora de la Unidad Regional Centro, de 2017 hasta que la eligieron rectora en 2021, previo a ello ocupó varios cargos en la División de Humanidades y Bellas Artes.

## Inicio como rectora
Luego de su elección como rectora y posterior toma de protesta, la prensa local y estatal vinculó el sexo de la rectora con los temas de género al interior de la Universidad de Sonora,  ya que durante 2019 y 2020 a través de cuentas en Twitter,  una toma simbólica del edificio de Rectoría  y la colocación de un tendedero del acoso  las estudiantes narraron experiencias de hostigamiento sexual por parte de personal docente y administrativo de la institución. En ese contexto, la doctora Plancarte Martínez ha declarado a diferentes medios de comunicación que la atención a la violencia de género es un tema prioritario al cual se le tendrá cero tolerancia,  a nivel institucional se buscará  que la Universidad sea libre de violencia de género, donde se privilegie la igualdad y el respeto.
La propuesta de Plan de Desarrollo Institucional de la Universidad de Sonora para el periodo 2021-2025 considera en su línea rectora 1 la cohesión y conformación de la comunidad universitaria, donde se desprende como punto la construcción de una universidad equitativa, inclusiva y libre de violencia de género que dé seguimiento a los casos de violencia de género.
Periodistas locales resaltan la formación humanista de la doctora Plancarte Martínez, dado que todos los rectores previos fueron hombres y prioritariamente procedentes de las ciencias exactas o naturales.
El segundo inicio de semestre bajo el cargo de la rectora se caracterizó por el regreso gradual de las clases presenciales, después de cerca de dos años de clases virtuales como medida de contención de contagios por la pandemia de Covid-19.

## Publicaciones
Su producción académica incluye la publicación de más de 40 artículos, memorias, capítulos de libros, reseñas y libros, entre ellos la autoría o edición de los siguientes:
- La modernización de la novela mexicana en los años sesenta. El arribo a Babel (2009)
- Una escritura en los márgenes: ensayos sobre la obra de Sergio Valenzuela (2009) (editora)
- Escrituras femeninas: estudios de poética narrativa (2007) (editora)
- De la plegaria a la blasfemia: la narrativa sonorense 1960-1975 (1994)
- El Pueblo, eco de una historia cotidiana (1987) (coauatora)[2]

## Reconocimientos
- Investigador Nacional Nivel I (2018-2021) (2014-2017) (2010-2013) (2006-2009)
- Perfil PROMEP, de 2006 a la fecha
- Premio anual de Profesora distinguida, diciembre de 2006[2]